# Charles Clarke
Charles Rodway Clarke (født 21. september 1950 i Hammersmith, London, England) er en britisk politiker fra Labour. Han var indenrigsminister i 2004–2006. 

## Medlem af Underhuset
Charles Clarke var medlem af Underhuset fra 1997 til 2010. Han repræsenterede Norwich South i Norfolk.

## Næstformand for Labour
Charles Clarke var minister var uden portefølje og næstformand for partiet (Labour Party Chair) i 2001–2002.

## Undervisningsminister
Charles Clarke var minister for uddannelse og færdigheder i 2002–2004.

## Indenrigsminister
Charles Clarke var indenrigsminister i 2004–2006. 